# Bergen op Zoom
Bergen op Zoom és un municipi de la província del Brabant del Nord, al sud dels Països Baixos. L'1 de gener del 2009 tenia 65.714 habitants repartits sobre una superfície de 93,13 km² (dels quals 13,04 km² corresponen a aigua). Limita al nord amb Steenbergen, a l'oest amb Tholen, a l'est amb Roosendaal i al sud amb Reimerswaal i Woensdrecht. 	

## Centres de població
- Heimolen
- Halsteren (11.410)
- Lepelstraat (2.070)
- Kladde

## Ajuntament
| Eleccions locals                   | Eleccions locals | Eleccions locals | Eleccions locals | Eleccions locals | Eleccions locals |
| ---------------------------------- | ---------------- | ---------------- | ---------------- | ---------------- | ---------------- |
| Partit                             | % 2002           | % 2006           | Reg. 2002        | Reg. 2006        |                  |
| Llista Linssen                     | 15,7             | 18,7             | 5                | 7                |                  |
| PvdA                               | 10,3             | 17,8             | 3                | 7                |                  |
| Gemeentebelangen/Werknemerspartij  | 15,6             | 11,8             | 5                | 4                |                  |
| CDA                                | 15,0             | 11,3             | 5                | 4                |                  |
| VVD                                | 14,7             | 11,0             | 5                | 4                |                  |
| D66/Bergse Sociaal Democraten      | 8,5              | 6,7              | 3                | 2                |                  |
| SP                                 | -                | 5,8              | -                | 2                |                  |
| Politieke Groepering Wij           | -                | 5,0              | -                | 1                |                  |
| Leefbaarheid Halsteren/Lepelstraat | 13,1             | 4,0              | 5                | 1                |                  |
| Altres                             | -                | 3,6              | -                | 0                |                  |
| Total                              | 55,7             | 54,0             | 33               | 33               |                  |

- Oudenaarde
- Szczecinek

## Personatges il·lustres
- Marcus Zuerius van Boxhorn, lingüista.
- Thalita de Jong, ciclista.
- Johan Lammerts, ciclista.